# Oleksandrivka (Voznesensk)
Oleksandrivka (en ucraniano: Олександрівка) es un pueblo ucraniano perteneciente al óblast de Mikolaiv. Situado en el sur del país, es parte del raión de Voznesensk y centro del municipio (hromada) de homónimo.

## Toponimia
El nombre del lugar en otros idiomas de importancia en el asentamiento es Aleksandrovka (en ruso: Александровка).

## Geografía
Oleksandrivka está ubicado en la margen izquierda del Bug Meridional, entre Yuzhnoukrainsk y Voznesensk, aproximadamente a 5 km al norte del mismo y 105 km al noroeste de Mikolaiv.  

## Historia
Oleksandrivka fue fundado en 1774 como un campamento de invierno de los cosacos de Zaporiyia, que más tarde recibió el nombre de slobodá de Oleksandrivska. En 1775, tras la liquidación del sich de Pidpilnenska, un regimiento del ejército cosaco del Bug fue trasladado al asentamiento formado generalmente por moldavos. Desde entonces, los moldavos han sido una parte importante de los habitantes de este pueblo.
En 1923, se abolieron los distritos de la República Socialista Soviética de Ucrania y las gobernaciones se dividieron en ókrugs. En 1923 se fundó el raión de Voznesensk, que pertenecía al ókrug de Mikolaiv de la gobernación de Odesa. Oleksandrivka se incluyó en el raión de Voznesensk. En 1925, las gobernaciones fueron abolidas y los ókrugs quedaron directamente subordinadas a la República Socialista Soviética de Ucrania. En 1930, se abolieron las okruhas y el 27 de febrero de 1932 se estableció el óblast de Odesa y el raión de Voznesensk se incluyó en él. En 1968, a Oleksandrivka se le concedió el estatus de asentamiento de tipo urbano.
Durante la Segunda Guerra Mundial, Oleksandrivka estuvo bajo ocupación alemana en 1941-1943.
Durante la invasión rusa de Ucrania, Oleksandrivka marcó el punto más al norte al que llegaron las fuerzas rusas en la batalla de Mikolaiv.
En 2023, Oleksandrivka perdió el estatus de asentamiento de tipo urbano debido a la eliminación de este estatus administrativo.

## Demografía
La evolución de la población de Oleksandrivka entre 1989 y 2022 fue la siguiente:
| 6338                                                          | 5944 | 5368 | 5200 | 5040 |
| (Fuente: Cities & Towns of Ukraine y UKRAINE: Größere Städte) |      |      |      |      |

Según el censo de 2001, la lengua materna de la mayoría de los habitantes, el 93,1%, es el ucraniano; del 4,73%, el ruso; del 1,68%, el rumano.

## Economía
La ciudad tiene una presa y una central hidroeléctrica operada por Energoatom. La estación forma parte del Complejo Energético del Sur de Ucrania, que incluye la central eléctrica de almacenamiento por bombeo de Tashlik y la central nuclear del sur de Ucrania en Yuzhnoukrainsk. El depósito de agua creado por la presa forma parte del parque regional de la Estepa granítica del Bug.

## Infraestructura

### Transportes
Por Oleksandrivka pasan las carreteras regionales P-06 y P-75. La estación de tren de Oleksandrivka está varios kilómetros al sur del asentamiento, en la línea ferroviaria que conecta Tokárivka y Pomichna.